# Landero y Coss
Landero y Coss là một đô thị thuộc bang Veracruz, México. Năm 2005, dân số của đô thị này là 1549 người.